# Mosè Tovini
Mosè Tovini (27. prosince 1877, Cividate Camuno – 28. ledna 1930, Brescia) byl italský římskokatolický kněz. Katolická církev jej uctívá jako blahoslaveného.

## Život
Narodil se dne 27. prosince 1877 v obci Cividate Camuno jako nejstarší z osmi dětí Eugenia Toviniho a Domenicy Malaguzzi. Jeho strýcem a kmotrem byl bl. Giuseppe Tovini. Dětství strávil v Brenu, v devíti letech přestěhoval ke svému strýci bl. Giuseppu Tovinimu do Brescie, aby zde mohl pokračovat ve studiu.
Dne 14. listopadu 1886 přijal své první svaté přijímání. Jeho otec se postavil proti jeho touze stát se knězem a zapsal ho na střední školu v Bergamu, kde musel čelit šikaně. Po čase se vrátil domů a otec mu konečně dovolil přípravu na kněžství. Přestěhoval se zpět ke svému strýci do Brescie, kde započal svá kněžská studia.
Po smrti svého strýce v roce 1897 opustil svá studia a narukoval do Italské armády. Stal se seržantem a 31. října 1898 byl propuštěn z vojenských služeb. Poté se vrátil domů a pokračoval v církevním studiu. Dne 9. června 1900 byl vysvěcen na kněze, světitelem byl biskup diecéze Brescia Giacomo Maria Corna Pellegrini Spandre.
Poté byl poslán do Říma, aby pokračoval ve studiu. Roku 1904 získal tituly z matematiky, filozofie a teologie. Mezi spolužáky na Papežském lombardském semináři byl velmi oblíbený. Poté se vrátil do Brescie, kde začal učit na semináři. V Římě ještě získal titul z dogmatické teologie.
Dostal výjimku povinnosti narukovat do první světové války a pokračoval ve výuce na semináři v Brescii. Sloužil nemocným během epidemie španělské chřipky a po válce pomáhal válečným veteránům. Roku 1926 byl jmenován rektorem semináře v Brescii a tuto funkci zastával po zbytek svého života. Choval hlubokou oddanost eucharistii a Panně Marii a úctu k papeži.
Zemřel dne 28. ledna 1930 v Brescii.

## Úcta
Jeho beatifikační proces započal dne 15. října 1981, čímž obdržel titul služebník Boží. Dne 12. dubna 2003 jej papež sv. Jan Pavel II. podepsáním dekretu o jejích hrdinských ctnostech prohlásil za ctihodného. Dne 19. prosince 2005 byl uznán zázrak na jeho přímluvu, potřebný pro jeho blahořečení.
Blahořečen pak byl dne 17. září 2006 v katedrále Nanebevzetí Panny Marie v Brescii. Obřadu předsedal jménem papeže Benedikta XVI. kardinál José Saraiva Martins.
Jeho památka je připomínána 28. ledna. Bývá zobrazován v kněžském oděvu.